# Adrian Goldsworthy

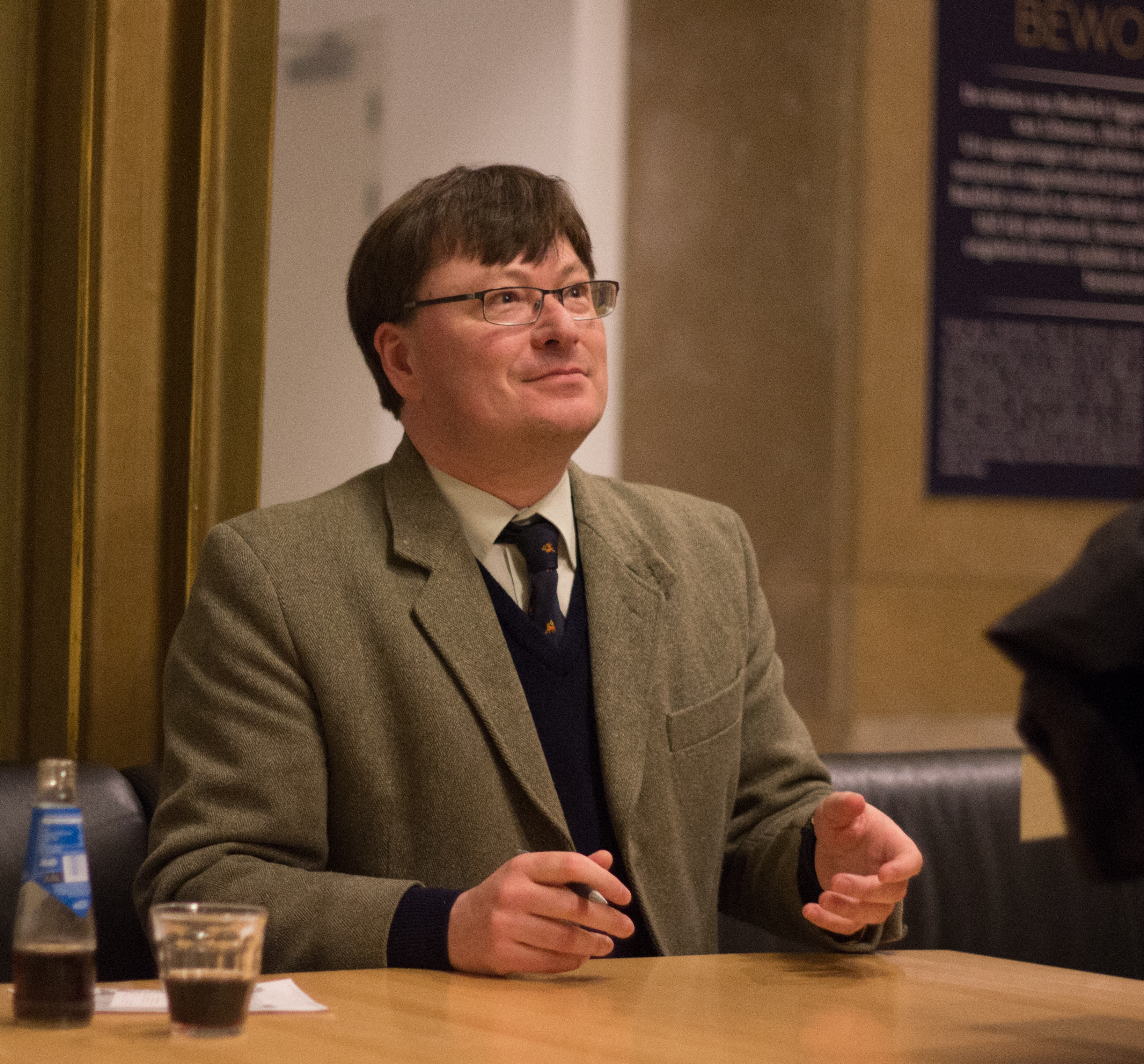
Adrian Goldsworthy, 2016

Adrian Keith Goldsworthy (* 1969) ist ein britischer Militärhistoriker. Er schreibt hauptsächlich zur Geschichte des Römischen Reichs.
Goldsworthy besuchte die Westbourne House School in Penarth, Wales. Nach seinem Studium der Alten und Neueren Geschichte am St John’s College in Oxford wurde er 1994 von der Universität von Oxford zum D. Phil. promoviert. Seine Dissertation über die Militärgeschichte der Antike bildete die Grundlage seines ersten Buches, The Roman Army at War 100 BC - AD 200 (Das römische Heer im Krieg 100 v. Chr. – 200 n. Chr.).
Goldsworthy arbeitete danach zwei Jahre als Fellow an der Cardiff University, lehrte kurz am King’s College London und war anschließend für sechs Jahre Assistenzprofessor an der University of Notre Dame im US-amerikanischen Indiana. Dort hielt er, obwohl Spezialist für Römische Geschichte, auch ein Seminar zur Militärgeschichte des Zweiten Weltkriegs. Er sagte dazu, dass er die Lehre zwar schätze, das Schreiben aber bevorzuge, und widmet sich inzwischen vollständig dem Schreiben von Fachbüchern.
In Dokumentationen des History Channels tritt Goldsworthy häufig als Fachmann auf. Ebenso steht er als Experte für Reenactment-Spielshows zur Verfügung, wo er die Schlachten der beteiligten Gruppen kommentiert.

## Schriften (Auswahl)
- The Roman Army at War. 100 BC – AD 200. Clarendon Press, Oxford u. a. 1996, ISBN 0-19-815057-1 (Zugleich: Oxford, University, Dissertation).
- Roman Warfare. Cassell, London 2000, ISBN 0-304-35265-9.
- The Punic Wars. Cassell, London 2000, ISBN 0-304-35284-5. (Neuausgabe: The Fall of Carthage. The Punic Wars 265–146 BC. Cassell, London 2003, ISBN 0-304-36642-0).
- Cannae (= Cassell’s Fields of Battle.). Cassell, London 2001, ISBN 0-304-35714-6.
- In the Name of Rome. The Men Who Won the Roman Empire. Weidenfeld & Nicholson, London 2003, ISBN 0-297-84666-3.
- The Complete Roman Army. Thames & Hudson, 2003, ISBN 0-500-05124-0 (In deutscher Sprache: Die Legionen Roms. Das große Handbuch zum Machtinstrument eines tausendjährigen Weltreiches. Aus dem Englischen von Udo Rennert. Zweitausendeins, Frankfurt am Main 2004, ISBN 3-86150-515-0).
- Caesar. The Life of a Colossus. Weidenfeld & Nicolson, London 2006, ISBN 0-297-84620-5.
- The Fall of the West. The Slow Death of the Roman Superpower. Weidenfeld & Nicolson, London 2009, ISBN 978-0-297-84563-8 (US-Ausgabe als: How Rome Fell. Death of a Superpower. Yale University Press, New Haven CT 2009, ISBN 978-0-300-13719-4).
- Pax Romana: War, Peace and Conquest in the Roman World. Weidenfeld & Nicolson, London 2017, ISBN 978-1-4746-0437-6.
- The Eagle and the Lion. Rome, Persia and an Unwinnable Conflict. Head of Zeus, London 2023.